# تان يا
تان يا هو راكب الكنو صيني، ولد في 18 يوليو 1992 في هوايهوا في الصين.

## وصلات خارجية
- تان يا على موقع أوليمبيديا (الإنجليزية)
- تان يا على موقع اللجنة الأولمبية الصينية (الإنجليزية)